# Eciton quadriglume
Eciton quadriglume är en myrart som först beskrevs av Alexander Henry Haliday 1836.  Eciton quadriglume ingår i släktet Eciton och familjen myror. Inga underarter finns listade i Catalogue of Life.